# Reed Crandall
Pour les articles homonymes, voir Crandall.
Reed Crandall est un dessinateur de comics né le 22 février 1917 à Winslow dans l'Indiana et mort le 13 septembre 1982 à Wichita dans le Kansas. Il travailla pour de nombreux éditeurs dont Quality Comics, EC Comics et Treasure Chest Comics.

## Biographie
Reed Crandall naît le 22 février 1917 à Winslow dans l'état de l'Indiana. En 1939, il achève ses études à l'école d'art de Cleveland et cherche du travail dans le monde de l'illustration. Il arrive dans le studio de Will Eisner et Jerry Iger en 1940. Là il dessine de nombreuses planches pour l'éditeur Quality Comics. En 1941, il encre des planches de Captain America dessinées par Jack Kirby. Il est par la suite repéré par le responsable éditorial de Quality Comics qui décide de l'engager directement. Reed Crandall travaillera ainsi pendant quinze ans pour cet éditeur. Là il dessine les aventures de The Blackhawks et Dollman. Après avoir servi dans l'armée de l'air de 1942 à 1944, il retrouve le chemin de Quality Comics. Mais dans les années 1950, alors que Quality diminue sa production, Crandall commence à travailler aussi pour EC Comics. Il produit des histoires pour les comics d'horreur, de crime et de science-fiction puis, après le renouvellement des séries qui suit l'instauration du comics code, il fournit des histoires pour celles-ci dont Piracy. Lorsque Quality et EC cessent d'éditer des comics, Crandall trouve du travail chez Atlas avant d'être engagé dans les années 1960 par l'éditeur catholique Treasure Chest Comics. Il reste là pendant douze années mais cela ne l'empêche pas de parfois trouver des engagements chez d'autres éditeurs : Gold Key et Gilberton au début des années 1960 ; Tower Comics, où il retrouve Wally Wood, autre dessinateur chez EC Comics, au milieu des années 1960 ; Warren Publishing, éditeur de magazines de bandes dessinées, et chez qui il peut retrouver d'autres anciens dessinateurs de EC Comics. En 1973 son activité de dessinateur s'arrête et Crandall trouve un emploi de concierge chez un marchand de pizza. En 1974, il est victime d'une attaque et part en maison de repos pour personnes âgées à Wichita, dans l'état du Kansas, où il meurt le 13 septembre 1982,.

## Analyse

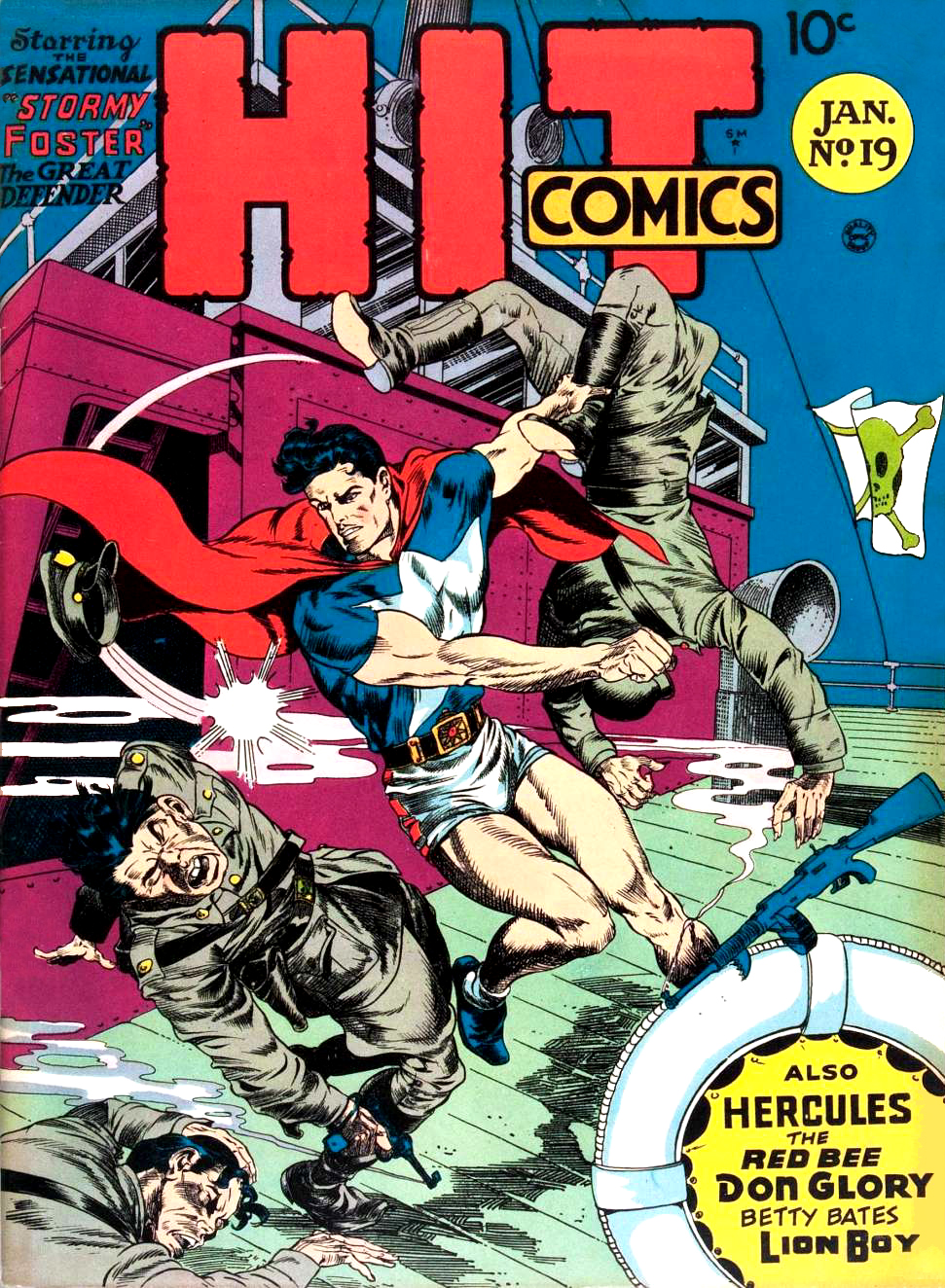
Couverture de Hit Comics n°19 dessinée par Reed Crandall.

Reed Crandall a rapidement été reconnu comme un artiste au style remarquable. C'est pour cette raison que l'éditeur Quality Comics a voulu se l'attacher. Brian Camp dans le livre Encyclopedia of comic books and graphic novels parle de lui comme un des artistes les plus talentueux de l'âge d'or des comics. Il maîtrise les techniques du dégradé et de l'ombre et rend très bien l'anatomie humaine.

## Distinctions
- 1966 : Prix Alley du meilleur comic géant pour T.H.U.N.D.E.R. Agents n°1 (avec divers auteurs)
- 1998 : Temple de la renommée Jack Kirby (à titre posthume)
- 2009 : Temple de la renommée Will Eisner (à titre posthume)